# Epocilla blairei
Epocilla blairei là một loài nhện trong họ Salticidae.
Loài này thuộc chi Epocilla. Epocilla blairei được Marek Żabka miêu tả năm 1985.